# Kluby snookerowe w Polsce
W Polsce zarejestrowane są na stronie PZSiBA (Polski Związek Snookera i Bilarda Angielskiego) 24 kluby snookerowe. W większości z nich rozgrywane są turnieje rangi PORS.

## Kluby zarejestrowane w PZSiBA
Lista klubów snookerowych w Polsce, zarejestrowanych w PZSiBA:
- Snooker Klub (Białystok)
- Free Ball (Gdańsk)
- Bilard Club (Goczałkowice-Zdrój)
- Klub snookerowy "Snooker" (Kalisz)
- Snooker Pub (Kraków)
- Cue Bar (Kraków)
- Frame (Kraków)
- Snooker Klub "Piwnica" (Lubartów)
- Masters (Lublin, 2 lokalizacje)
- Snookeriada (Łódź)
- Frame (Łódź)
- Akademia Snookera KTS Lutnia (Konstantynów Łódzki)
- 12th Club (Poznań)
- FreeBall (Szczecin)
- 147 Break (Warszawa)
- Challenge Snooker Club (Warszawa)
- Snooker.Zone (Konstancin – Jeziorna)
- Fuga Mundi (Wrocław)
- Lubuskie Stowarzyszenie Snookera Sportowego i Bilarda (Zielona Góra)
- HOT SHOTS Snooker & Bilard (Zielona Góra)
- Snooker Club (Zielona Góra)
- URBANCLUB Małkowice (Małkowice k. Wrocławia)
- BANDACLUB Wrocław